# Adin Tengah
Adin Tengah is een bestuurslaag in het regentschap Langkat van de provincie Noord-Sumatra, Indonesië. Adin Tengah telt 647 inwoners (volkstelling 2010).